# Zond 3
Pour les articles homonymes, voir Zond (homonymie).
Zond 3 est un vaisseau spatial du programme spatial soviétique Zond. C'est le premier vaisseau de ce programme à réussir sa mission. L'engin a été lancé le 18 juillet 1965 et a survolé la Lune le 20 juillet 1965 afin de récupérer plusieurs photographies de sa surface. On croit que Zond 3 a été initialement conçu comme un engin spatial auxiliaire de Zond 2 pour être lancé vers Mars au cours de la fenêtre de lancement de 1964. Le lancement a été manqué et l'engin spatial a été lancé comme vaisseau spatial d'essai sur une trajectoire de Mars, alors que Mars n'était plus atteignable.

## Conception de Zond 3
La conception Zond 3 est similaire à celle de Zond 2 : engin d'environ 850 kg, équipé de moteurs de manœuvre, d'un système d'orientation par rapport au Soleil, à la Terre et à l'étoile Canopus, d'un système de protection thermique et de batteries solaires. En plus de l'équipement d'imagerie, il contenait un magnétomètre, des spectrographes à ultraviolet (0,25 à 0,35 micromètre et 0,19 à 0,27 micromètre), et à infrarouge (3 à 4 micromètres), des capteurs de rayonnements (gaz à décharge et compteur de scintillations), un radiotélescope et un instrument de mesure de micrométéorites. La sonde possédait également un moteur ionique expérimental.

## Mission
L'engin spatial, un Mars 3MV-4A, est lancé de Tyuratam à partir de la plate-forme de mise en orbite terrestre de Tyazheliy Spoutnik (65-056B) vers la Lune et l'espace interplanétaire. La sonde était équipée d'un appareil photographique d'ouverture 106 mm, de film de 25 mm et d'une télévision 1100 lignes qui ont permis un système automatique de traitement des images. 
Le 20 juillet, la sonde a survolé la lune environ 33 heures après son lancement à une distance de 9 200 km. 25 photos de très bonne qualité ont été prises de la surface lunaire à une distance allant de 11 570 à 9 960 km sur une période de 68 minutes. Les photos couvrent 19 000 000 km2 de la surface lunaire, sur le bord gauche et sur une partie de la face arrière non couverte par les vues prises par Luna 3. Après le survol lunaire, Zond 3 effectué une correction de trajectoire le 15 septembre et a continué l'exploration de l'espace dans une orbite héliocentrique à 148 millions/178 millions de km, décrite en 404 jours.
Les photos ont été transmises par télécopieur le 23 juillet 1965 jusqu'à la Terre à une distance de 2 200 000 km. La transmission avec un balayage de 1100 lignes a été répétée le 25 octobre 1965 en expérimentant différentes vitesses, allant de 2 à 30 minutes par image, jusqu'à une distance de 31 500 000 km et certains signaux ont continué d'être transmis sur une distance de 153 millions de km, proche de l'orbite de Mars, prouvant ainsi les capacités du système de communications.